# Falacia etimológica
La falacia etimológica es la creencia errónea en que una palabra o expresión tiene que tener el mismo significado y sentido que el que indica su etimología, es decir, es la negación del cambio lingüístico en el significado de una palabra. Puede incluir el pensamiento que una acepción de una palabra es más genuina o cuidadosa que las otras por estar más ligada a su origen. Esto no significa que todas las palabras hayan visto alterado su sentido originario, pero se tiene que comprobar en cada caso si el contexto de uso es idéntico o no.